# Sint-Bartholomeuskerk (Pollinkhove)

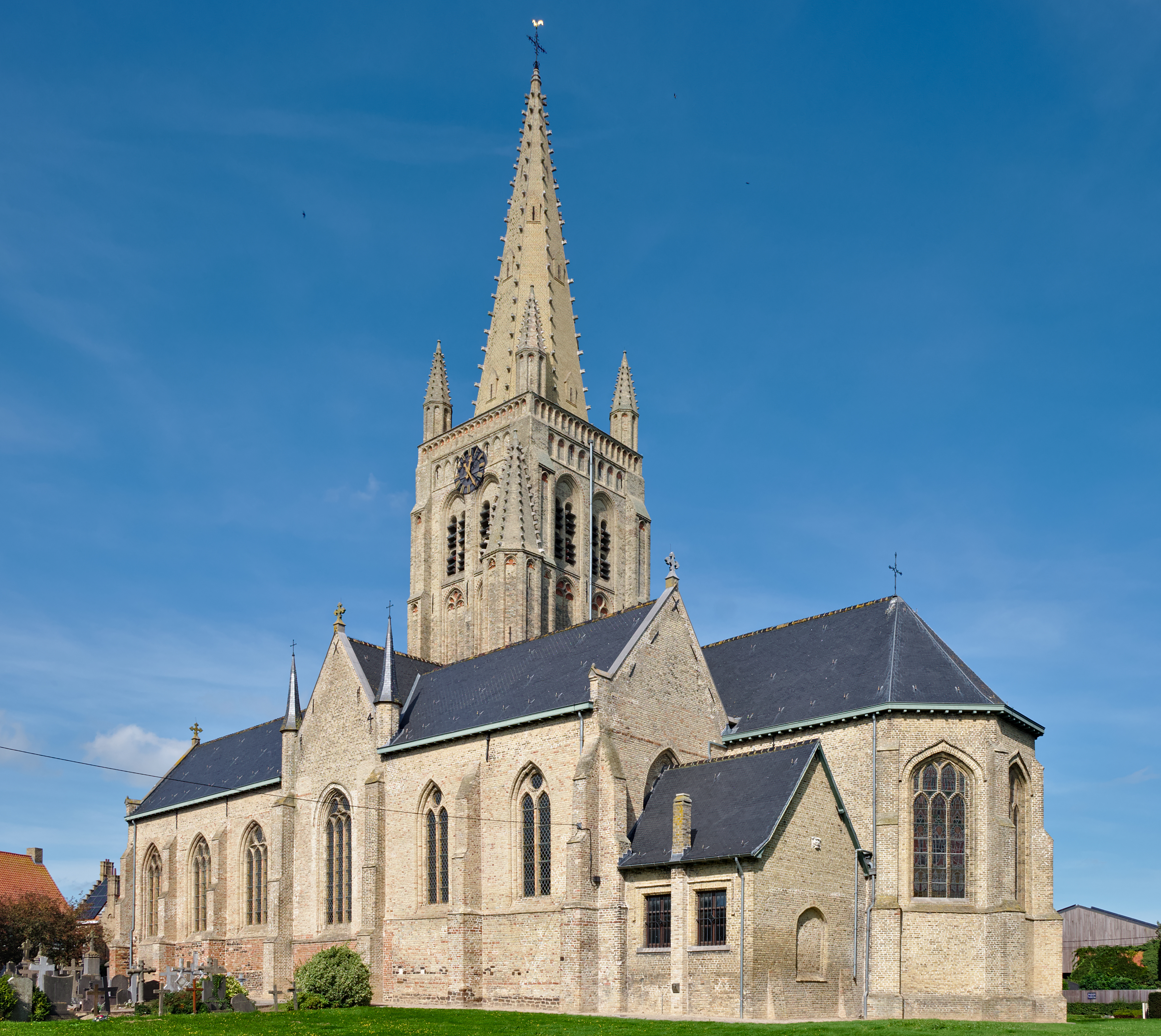
Sint-Bartholomeuskerk

De Sint-Bartholomeuskerk is de parochiekerk van de tot de West-Vlaamse gemeente Lo-Reninge behorende plaats Pollinkhove, gelegen aan Pollinkhovestraat 2a.

## Geschiedenis
Een vroegere kerk bevond zich nabij de huidige Sint-Machutuskapel van 1932, op de hoek van Pollinkhovestraat en Lindestraat. De huidige kerk werd gebouwd vanaf 1554, mogelijk op de plaats van de voormalige slotkapel van het kasteel van de heren van Pollinkhove. Bouwheer was Joost van Cortewille.
De kerk werd in 1853 door brand verwoest. Enkel de vieringtoren werd gedeeltelijk gespaard. Van 1854-1858 werd een nieuwe kerk gebouwd naar ontwerp van Pierre Buyck. De kerk is uitgevoerd in gele baksteen in neogotische stijl, met de plaatselijke baksteengotiek als voorbeeld.

## Gebouw
Het betreft een driebeukige bakstenen hallenkerk met zware vieringtoren op vierkante plattegrond, voorzien van vier hoektorentjes en een stenen spits. De kerk heeft een pseudotransept.

## Meubilair
Het kerkmeubilair is voornamelijk 19e-eeuws. Enkele oudere kunstwerken konden uit de brandende kerk worden gered. Het betreft een 16e-eeuws beeld van de Madonna met Kind; een beeldengroep van Sint-Donatius met twee engelen, eerste helft 18e eeuw, afkomstig van de preekstoel van de Sint-Donaaskathedraal te Brugge. Verder een piëta uit het tweede kwart van de 18e eeuw, een eikenhouten koorgestoelte van de 2e helft der 18e eeuw, een eikenhouten communiebank uit het eerste kwart van de 18e eeuw, eveneens afkomstig uit de Sint-Donaaskathedraal.